# Gare de Mance
La gare de Mance est une ancienne halte ferroviaire française de la ligne de Valleroy-Moineville à Villerupt-Micheville, située à Mance, commune déléguée de Val de Briey, dans le département de Meurthe-et-Moselle, en région Grand Est.

## Situation ferroviaire
Établie à 230 m d'altitude, la gare de Mance était située au point kilométrique (PK) 333,6 de la ligne de Valleroy-Moineville à Villerupt-Micheville entre les gares de Briey et de Mancieulles - Bettainvillers.

## Histoire
La section de Briey à Audun-le-Roman est mise en service le 15 octobre 1906 par la Compagnie des chemins de fer de l'Est. La SNCF cesse la desserte voyageurs de la halte de Mance le 15 mai 1939.
Cette section de la ligne ferme aux marchandises le 30 septembre 1990 et est déclassée l'année suivante.

## Patrimoine ferroviaire
Le bâtiment voyageurs de la halte est reconverti en habitation privée. Appartenant à un plan type créé par les Chemins de fer de l'Est en 1903, il est composé d'un corps de logis semblable à une maison de garde-barrière et d'une aile basse d'une seule travée.